# Lijst van landen waar Duits een officiële taal is

Verspreiding van het Duits in West- en Oost-Europa

Verspreiding in de wereld

De Lijst van landen waar Duits een officiële taal is betreft een overzicht van landen waar Duits de officiële of minstens een van de officiële talen is, of op regionaal vlak wordt gesproken.

## Enige of belangrijkste officiële taal
Lijst van landen waar Duits op nationaal vlak de belangrijkste of enige officiële taal is:
- Duitsland
- Liechtenstein
- Oostenrijk

## Mede-officieel gebruik
Lijst van landen waar Duits op nationaal vlak een mede-officiële taal is:
- België
- Luxemburg
- Zwitserland

## Op lokaal of regionaal vlak officieel erkend
Lijst van landen waar Duits op lokaal of regionaal vlak maar niet op nationaal vlak een officieel erkende taal is:
- Denemarken
- Italië
- Namibië
- Polen

## In gebruik als tweede taal of niet officieel
- Brazilië (Rio Grande do Sul)[1]
- Frankrijk (Grand Est)
- Hongarije (Donau Schwaben)
- Roemenië (Banater Schwaben en Siebenbürger Sachsen)
- Slovenië
- Slowakije
- Tsjechië

## Nadere toelichting per land
- België: Duits wordt gesproken in de Oostkantons.
- Denemarken: het Duits is als minderheidstaal erkend in het zuiden van Jutland.
- Duitsland: het Duits is de grootste taal, maar op de grens van de deelstaten Saksen en Brandenburg wordt ook Sorbisch als officiële taal gebruikt. Ook Nedersaksisch wordt naast het Noord-Fries in Noord-Duitsland als officieel erkende taal gezien.
- Italië: Duits wordt gesproken in Zuid-Tirol en Zimbern.
- Liechtenstein: ministaat met Duits als enige officiële taal.
- Luxemburg: Duits wordt gesproken naast Frans en Luxemburgs.
- Namibië: Duits wordt als minderheidstaal erkend.
- Oostenrijk: het Duits is de grootste taal, maar in enkele uithoeken van Oostenrijk wordt naast Duits ook Hongaars, Kroatisch en Sloveens als officiële taal gebruikt.
- Polen: Duits wordt als minderheidstaal erkend.
- Zwitserland: in het Duitstalig deel van Zwitserland.

### Informele top van Duitstalige landen
Uitgezonderd Denemarken, Italië, Namibië en Polen komen zes van de bovengenoemde landen sinds 2004 eens per jaar samen in een informele top van Duitstalige landen om daar Duitstalige zaken te bespreken. De genoemde landen zijn:
- België, vertegenwoordigd door de koning der Belgen (sinds 2014);
- Duitsland, vertegenwoordigd door de bondspresident van de bondsrepubliek Duitsland (sinds 2004);
- Liechtenstein, vertegenwoordigd door de vorst of erfvorst van Liechtenstein (sinds 2005);
- Luxemburg, vertegenwoordigd door de groothertog van Luxemburg (sinds 2014);
- Oostenrijk, vertegenwoordigd door de bondspresident van de republiek Oostenrijk (sinds 2004);
- Zwitserland, vertegenwoordigd door de bondspresident van het Zwitsers eedgenootschap (sinds 2004).